# Malo Polje (Ajdovščina, Slovenija)
Malo Polje je malo naselje u brdima u općini Ajdovščina, Primorska Slovenija. Naselje je 2002. godine imalo 82 stanovnika.